# Karl Riegel
Karl Riegel (* 17. Juli 1915 in Trautenau, Böhmen; † 14. September 2001 in Göppingen) war ein deutscher Politiker (SPD).

## Leben und Beruf
Nach dem Besuch der Volks- und Bürgerschule absolvierte Riegel von 1929 bis 1932 eine Friseurlehre und besuchte gleichzeitig die Gewerbeschule. In der Folgezeit war er überwiegend als Friseur tätig. Er leistete seit 1937 Militärdienst in der Armee der Tschechoslowakei, nahm nach Besetzung der CSR ab 1938 als Soldat auf deutscher Seite am Zweiten Weltkrieg teil und erlitt 1942 eine schwere Verwundung an der rechten Hand. Zuletzt geriet er in Kriegsgefangenschaft. Nach dem Kriegsende zog Riegel als Heimatvertriebener nach Göppingen in Westdeutschland und organisierte die Umsiedlung von sozialdemokratischen Familien seines Heimatkreises Trautenau ins Filstal. Seit August 1946 war er als Angestellter beim Arbeitsamt Eßlingen am Neckar tätig. Nach seiner aktiven politischen Laufbahn war er von 1970 bis 1977 Leiter der Arbeitsamtsdienststelle Esslingen.
Karl Riegel war verheiratet und hat zwei Kinder.

## Partei
Riegel schloss sich 1929 der SAJ an und trat 1936 in die DSAP ein, die 1938 von den Nationalsozialisten verboten wurde. Er zählte 1951 zu den Gründern der Seliger-Gemeinde und war seit 1946 Mitglied der SPD Göppingen, deren Vorsitzender er von 1950 bis 1961 war.

## Abgeordneter
Riegel war von 1947 bis 1973 Kreistagsmitglied des Kreises Göppingen und wurde dort 1953 zum Vorsitzenden der SPD-Fraktion gewählt. Er war von 1950 bis 1952 Landtagsabgeordneter im Landtag von Württemberg-Baden, 1952/53 Mitglied der Verfassunggebenden Landesversammlung in Baden-Württemberg und von 1953 bis zu seiner Mandatsniederlegung am 10. November 1961 Mitglied des Baden-Württembergischen Landtages. Dem Deutschen Bundestag gehörte er von 1961 bis 1969 an. In beiden Wahlperioden war er über die Landesliste Baden-Württemberg ins Parlament eingezogen.
Er setzte sich während seiner ganzen politischen Zeit im Kreistag, Landtag und Bundestag für einen Neubau des Göppinger Krankenhauses ein. Mit dem Neubau der Göppinger Klinik wurde im Oktober 1970 begonnen und 1979 konnte die neue Klinik am Eichert eingeweiht werden. Im Juli 2007 wurde vom Landkreis Göppingen als Anerkennung ein Weg direkt an der Klinik nach Karl Riegel benannt.

## Auszeichnungen
- 1974: Großes Bundesverdienstkreuz